# 周善延
周善延，中华人民共和国政治人物、外交官。

## 生平
1984年，接替高锷，担任中华人民共和国驻斯里兰卡大使 兼驻马尔代夫大使。1987年，由张瑞杰接任。